# Винницкий областной краеведческий музей
Ви́нницкий областно́й краеве́дческий музе́й — областной краеведческий музей в городе Винница (ул. Соборная, д. 19), собрание материалов и документов по истории, этнографии и культуре восточного Подолья. С 1929 года музей занимает здание, являющееся частью памятника национального значения «Винницкие муры» (иезуитской комплекс середины XVII века; длительное время в 3 комнатах на 2-м этаже была тюрьма).

## История
Музей был основан в мае 1918 года, но открыт для посещения в 1919 году как историко-бытовой музей. В основу его коллекции легли музейные собрания Винницкого уездного земства, Подольского общества сельского хозяйства и сельскохозяйственной промышленности, а также частных собраний членов Подольского общества охраны исторических памятников. Основателями стали художники В. Ф. Коренев, С. И. Слободянюк-Подолян, архивист Ю. С. Александрович, юрист Густав Вольдемарович Брилинг (один из основателей и первый директор музея, посвятивший ему почти 20 лет жизни).
Первые годы после окончания Гражданской войны коллекция пополнялась в основном за счёт реквизированного имущества (произведения изобразительного искусства, предметы интерьера (мебель, посуда и т. п.), нумизматика и т. д.) из дворянских имений. Наиболее интересной здесь была коллекция из немировского имения княгини М. Щербатовой.
С усилением антирелигиозной борьбы и закрытием многих подольских церквей сформировался новый источник экспонатов. В то же время с обследованием сельских церквей происходил сбор этнографических материалов. Тогда же музеем были проведены первые археологические раскопки.
В 1924—1927 годах в фонды Винницкого краеведческого музея вошли собрания Гайсинского, Бершадского, Брацлавского музеев.
В первые годы в музее действовали 3 отдела: искусств, этнографическо-экономический и историко-археологический. Музей неоднократно менял своё местонахождение, пока в 1929 году не переехал в одно из помещений «Винницких муров», где и находится поныне.
В 1920-30-х годах музей пережил многочисленные реорганизации и реекспозиции. Многие работники были репрессированы.
Накануне Второй мировой войны фондовая коллекция составляла около 12 500 экспонатов. Во время оккупации было вывезено около 7000 музейных предметов, в основном с этнографической и археологической коллекции. После войны вернули из Кракова лишь незначительная часть ценностей.
Осенью 1944 года деятельность музея была возобновлена, экспозиция дополнена отделом отечественной войны.
С октября 1964 музей закрылся на ремонт и реекспозицию (её завершения в 1970 году). Был достроен новый корпус, и музей получил 20 залов. Именно тогда определилась ныне действующая структура экспозиции.
В 2005—2006 годах было отремонтировано фондохранилище, проведён ремонт фасада и кровли музея. Вследствие археологических и этнографических экспедиций изменилась экспозиция краеведческого музея, пополнившаяся уникальными находками.
В конце 2010 года в зале археологии провалился пол и открылся вход в подземелье, по всей видимости, построенное монахами-капуцинами. Высота подземелья — около 3 метров (не считая 1,5-метрового слоя земли). Видны переходы в другие помещения, но ниши замурованы. Один из выходов ведет на улицу Полины Осипенко, второй — в хозяйственный двор музея. После расчистки подземелья планируется использовать его для размещения экспозиций (воспроизвести бытовые помещения эпохи, которой датируется здание, или разместить коллекцию «Скифское золото» — украшения, найденные во время археологических раскопок на Подолье в 1970—1980-х гг.).
Сейчас Винницкий краеведческий музей — известный научно-методический центр восточного региона Подолья. Его фонды насчитывают около 100 тысяч единиц хранения, среди которых — уникальная коллекция золотых украшений эпохи бронзы и сарматского периода, экспонировавшаяся на шести международных выставках.

## Галерея

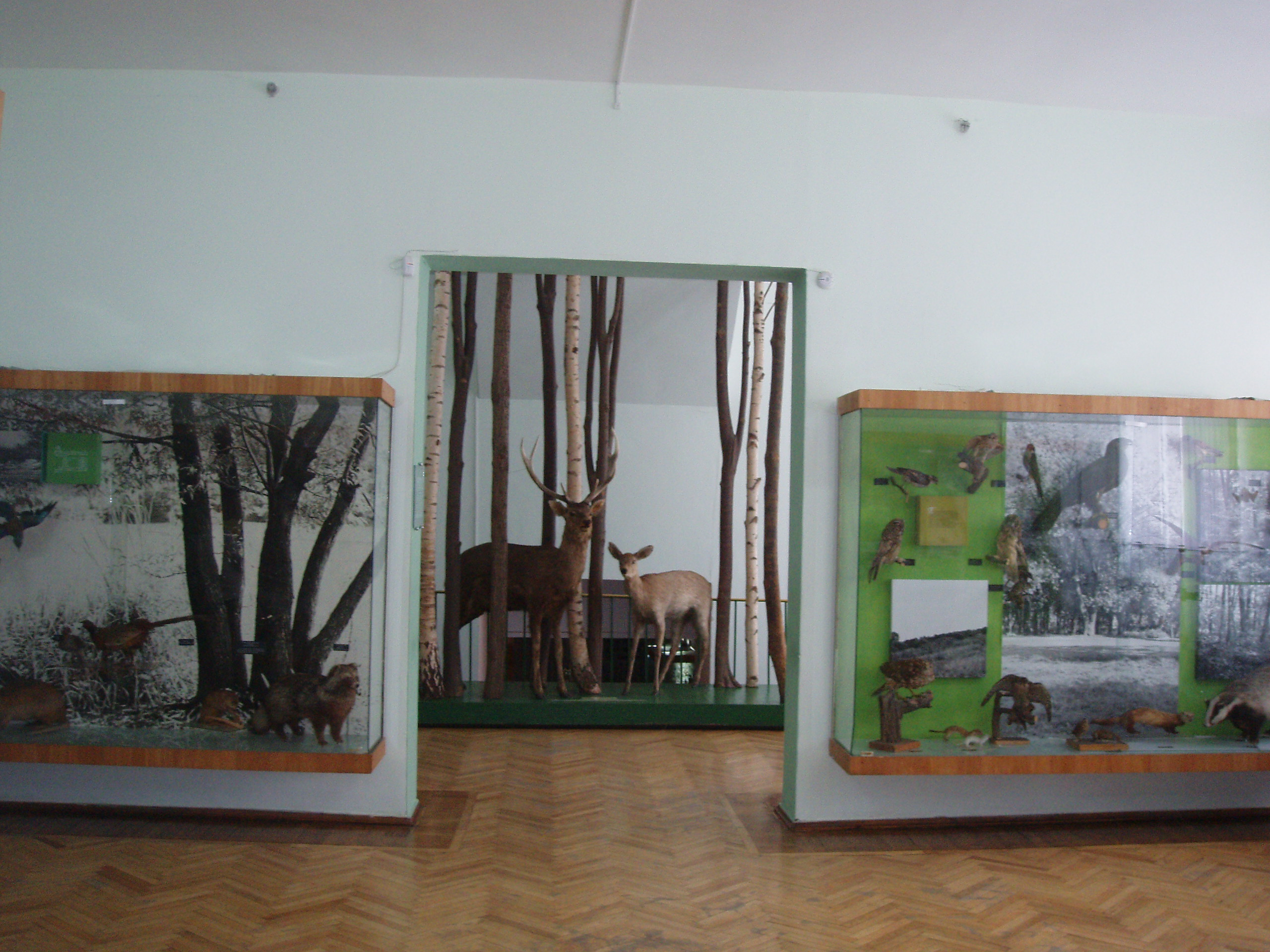
В зале животного мира Винницкой области
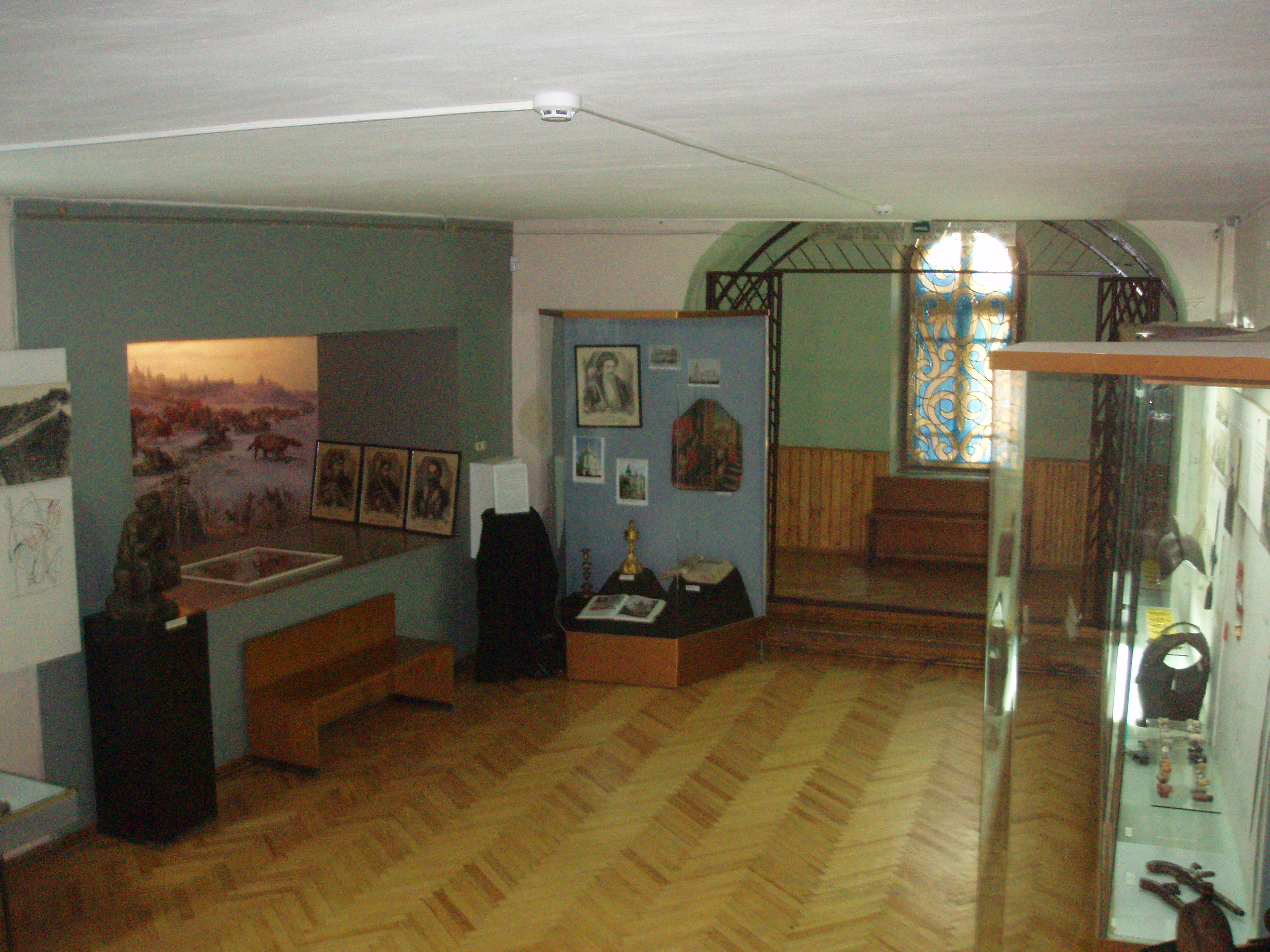
Зал казачества
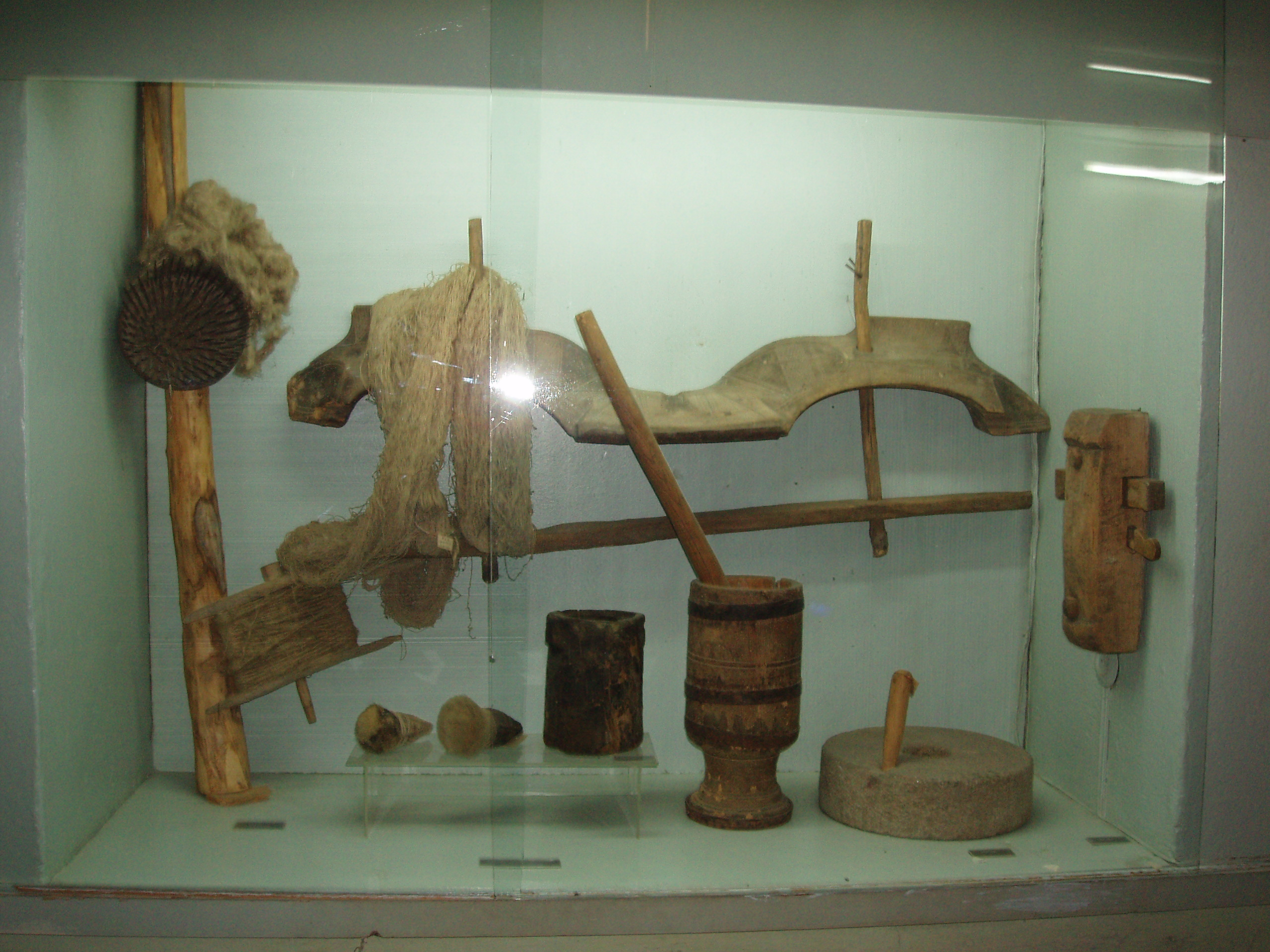
Витрина с вещами крестьянского быта
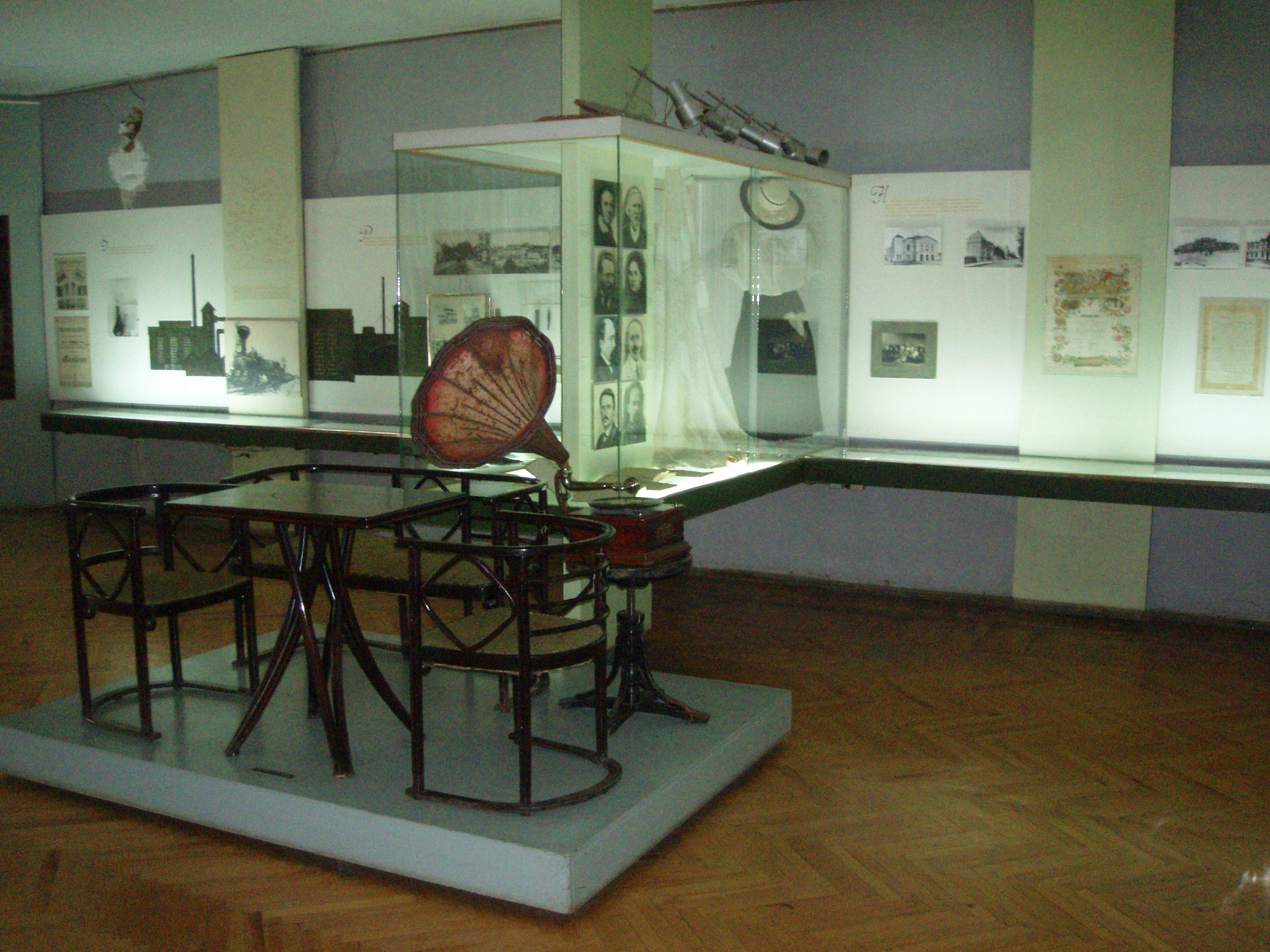
Зал, посвящённый мещанскому и интеллигентскому быту конца XIX - начала XX века.
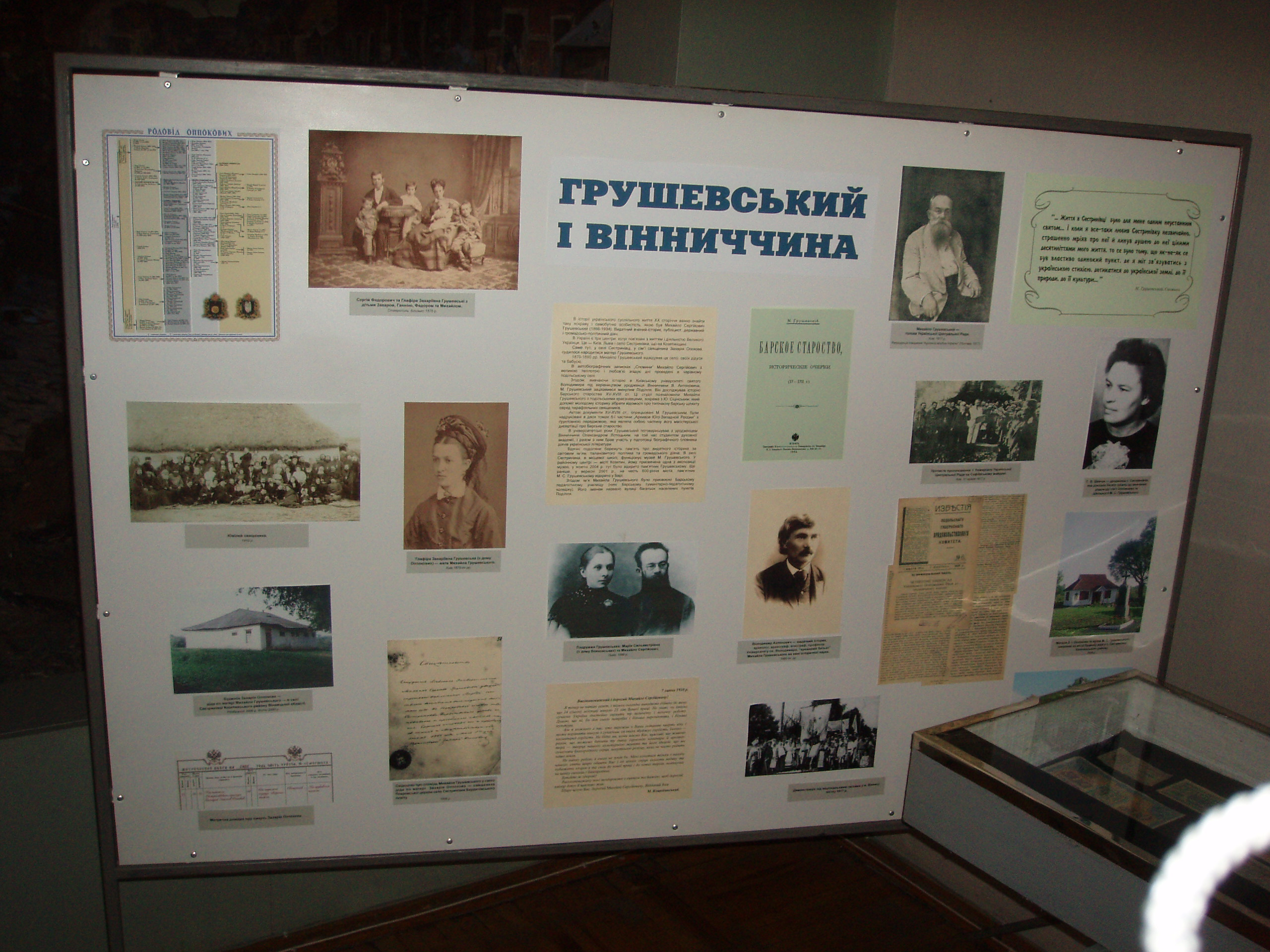
Стенд «М.С.Грушевский и Винничина»
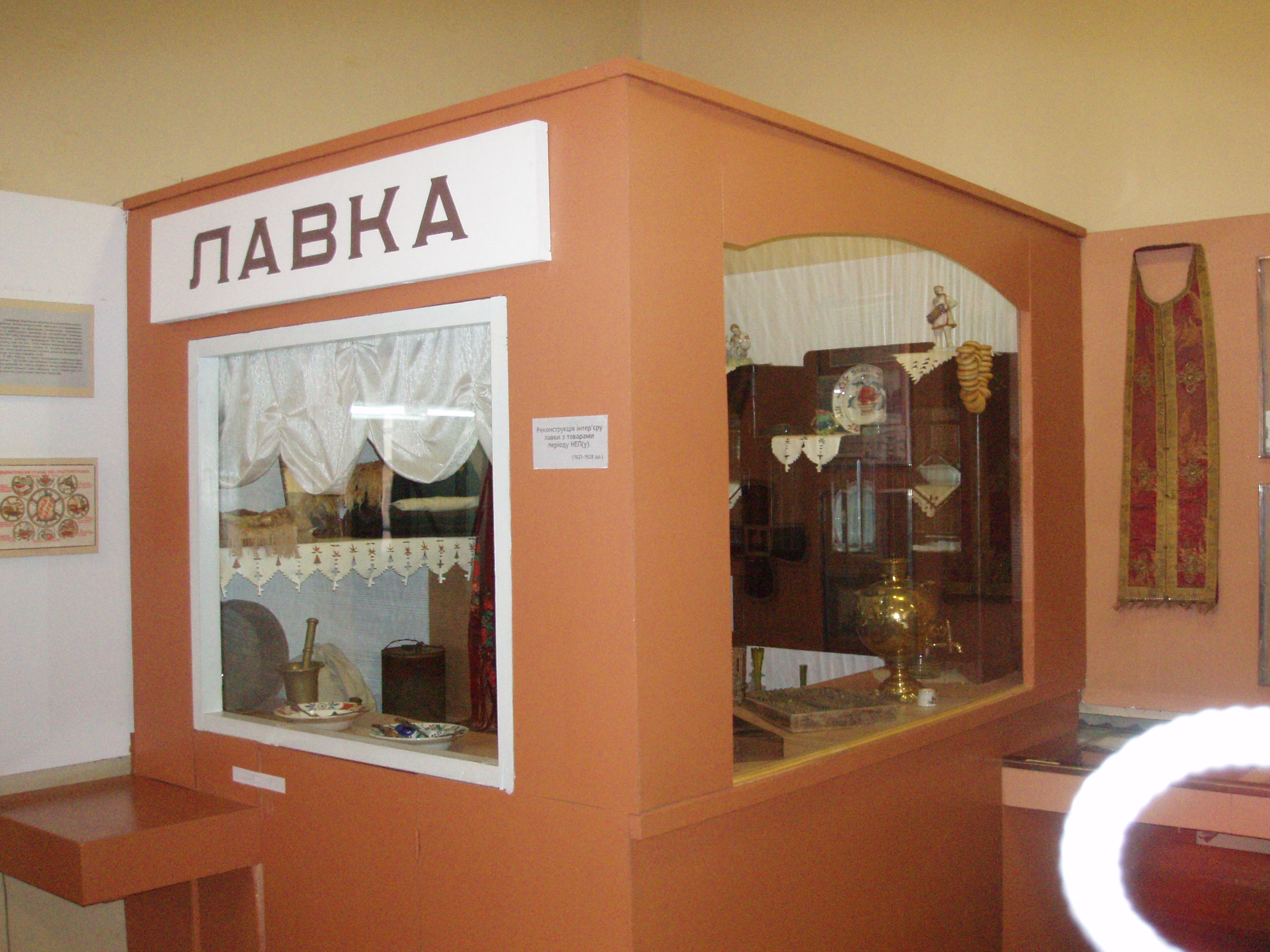
Реконструкция интерьера магазина с товарами периода НЭПа (1921-1928)